# ライト作戦

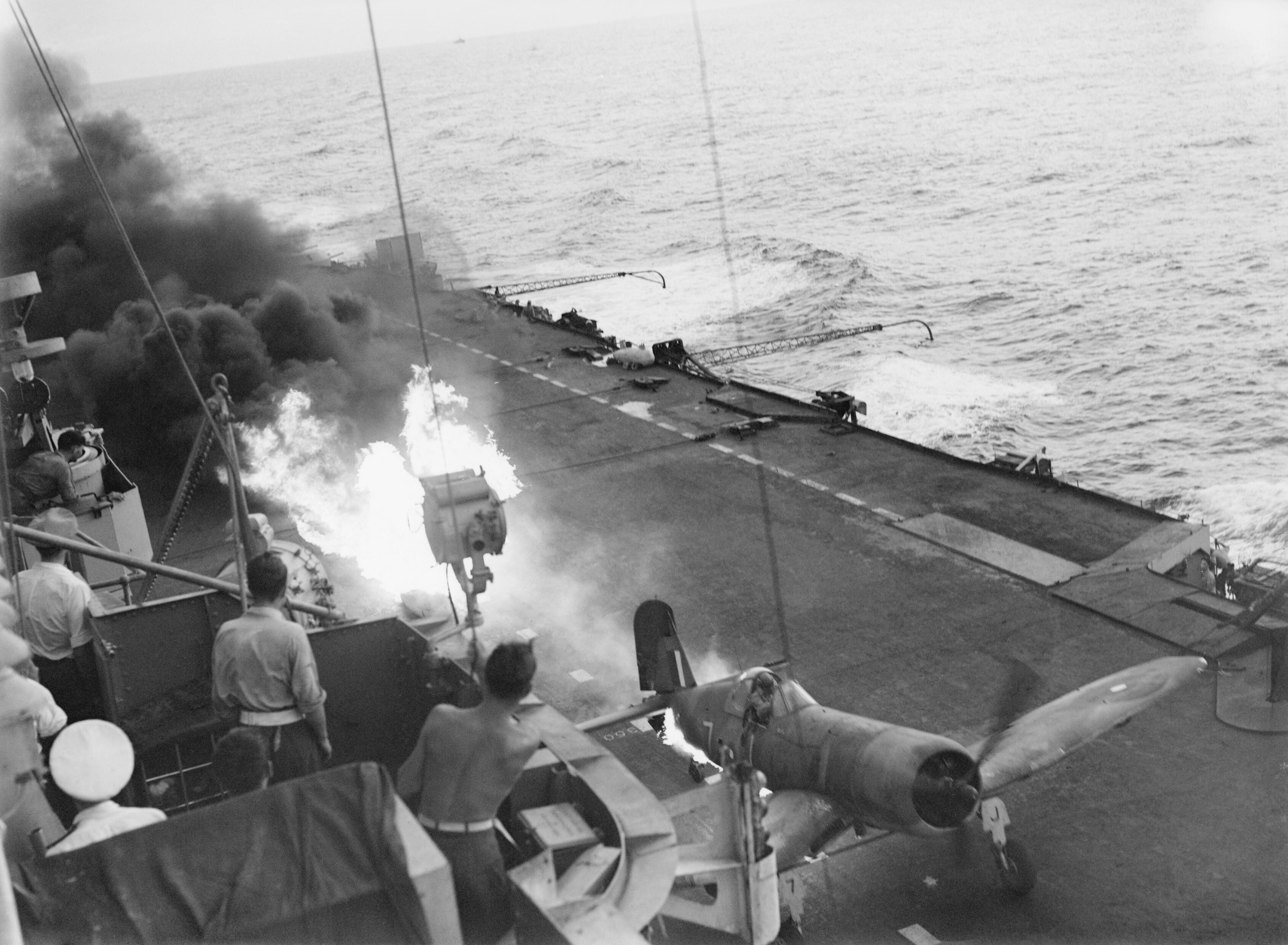
シグリ攻撃後にヴィクトリアスに緊急着艦するF4U コルセア。増槽が外れ、発火している。

ライト作戦（英語: Operation Light）は、第二次世界大戦中の1944年9月16日-23日にイギリス海軍によって行われた作戦。クレメント・ムーディー少将指揮の下で、目標は北スマトラの町シグリにある日本軍基地に対する航空攻撃と、ニコバル諸島の航空偵察であった。本作戦は連合国軍によるモロタイ島上陸と、アメリカ第1海兵師団のペリリュー上陸と連動して行われた。

## 概要
攻撃作戦は様々な問題に直面した。まず、ヴィクトリアスは技術的な不手際で22機の航空機しか発艦させることができず、インドミタブルもまた似たようなトラブルに見舞われた。第二に、インドやセイロン島を拠点にした超長距離偵察の不足によって、艦隊航空隊の兵士たちは目標の情報を十分に把握していなかった。本作戦についてのあるレポートによると、「攻撃の後、戦闘機は戦域の中で最も立派な建物を探して飛び回っていた。パイロットたちは、その建物に日本人の『大君主』が住んでいることを期待して、機銃掃射をした」とのことである。

## 参加兵力（イギリス海軍）
航空母艦ヴィクトリアス、インドミタブル（両艦ともF4U コルセア戦闘機を艦載）
戦艦ハウ
重巡洋艦カンバーランド
駆逐艦レースホース、レイダー、ラピッド、リレントレス、ロケット、リダウト、ロザラム